# Галасі
Галасі — село в Україні, у Жовківській міській громаді Львівського району Львівської області, орган місцевого самоврядування — Жовківська міська рада. Населення становить 49 осіб (станом на 2001 рік). Село розташоване за 9,3 кілометра від центру громади — Жовкви.

## Географія
Село Галасі лежить за 9,3 км на північний захід від районного центру, фізична відстань до Києва — 451,5 км.

## Історія
До 1940 року Галасі були присілком села Замочок, що в Жовківському повіті.
12 червня 2020 року, відповідно до розпорядження Кабінету Міністрів України № 718-р «Про визначення адміністративних центрів та затвердження територій територіальних громад Львівської області», село увійшло до складу Жовківської міської громади.
19 липня 2020 року, в результаті адміністративно-територіальної реформи та ліквідації Жовківського району, село увійшло до складу новоствореного Львівського району.

## Населення
Станом на 1989 рік у селі проживала 71 особа, серед них — 30 чоловіків і 41 жінка.
За даними перепису населення 2001 року у селі проживали 49 осіб. Рідною мовою назвали:
| Мова       | Кількість осіб | Відсоток |
| ---------- | -------------- | -------- |
| українська | 49             | 100,00%  |